# Mordechai Altschuler

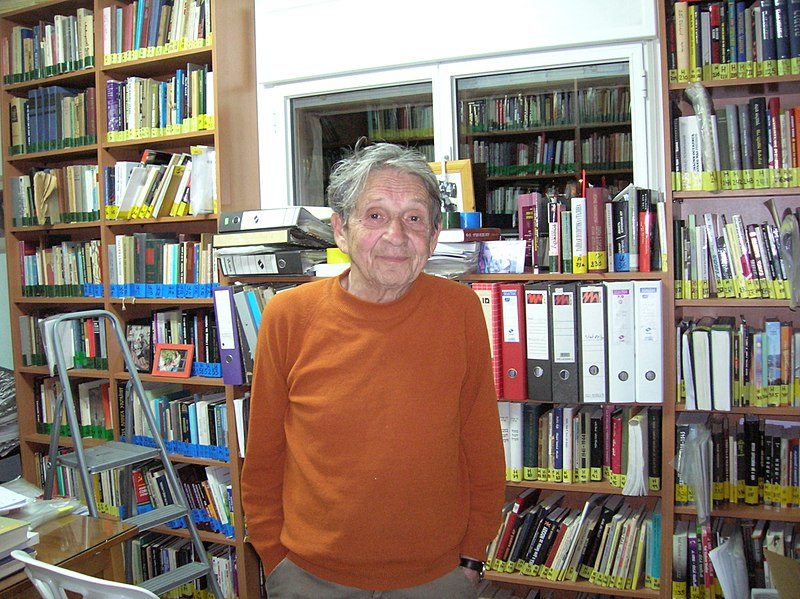
Mordechai Altschuler

Mordechai Altschuler (auch Mordechai Altshuler, hebräisch מרדכי אלטשולר; geb. 25. Oktober 1932 in Suwałki, Polen; gest. 18. Juli 2019 in Jerusalem, Israel) war ein polnisch-israelischer Historiker, der hauptsächlich Werke zur Geschichte der Juden im 20. Jahrhundert veröffentlichte.

## Leben und Wirken
Mordechai Altschuler wurde 1932 im polnischen Suwałki in einer wohlhabenden Familie geboren. Sein Großvater gehörte zu den ersten Gründern der Bewegung Chibbat Zion. Nach der kurzfristigen sowjetischen und anschließend der deutschen Besetzung der Region im Herbst 1939 gelangte seine Familie zunächst in den Norden der Sowjetunion, von dort nach Usbekistan und dann in einen Kolchos im Ural in der Nähe von Swerdlowsk, wo Altschuler in den umliegenden Dörfern unregelmäßigen Schulunterricht erhielt. Seine ältere Schwester wurde im Holocaust umgebracht.
Nach dem Zweiten Weltkrieg zog die Familie Anfang 1946 nach Polen, kehrte jedoch nicht an ihren ursprünglichen Wohnort zurück, sondern ließ sich im zuvor deutschen Breslau nieder, wo Altschuler eine jiddische Grundschule besuchte. Er schloss sich der zionistischen Jugendbewegung Dror an, die sich in landwirtschaftlichen Ausbildungslagern auf die Alija vorbereitete, und gelangte im Januar 1950 nach Israel, wo er mit den Mitgliedern seiner Jugendgruppe dem Kibbuz Naʿan zugewiesen wurde. Nach seinem Militärdienst im Rahmen von Nachal zog Altschuler in einen Kibbuz im Bet Schean-Tal und ließ sich daraufhin in Tel Aviv nieder, wo er in den folgenden Jahren zunächst Arbeiten verrichtete, die ihm vom Sozialamt zugewiesen wurden (Workfare) und gleichzeitig seine Ausbildung fortführte. 1955 absolvierte er als Externer die Reifeprüfung und begann an der Hebräischen Universität Jerusalem ein Studium der allgemeinen Geschichte, hebräischen Literatur und der Geschichte des jüdischen Volkes, das er 1964 mit dem Mastergrad abschloss. 1972 wurde er promoviert und wurde Dozent am Institut für zeitgenössisches Judentum der Hebräischen Universität, die ihn 1986 zum Professor ernannte, bis er 2002 emeritiert wurde.
Altschulers 1980 veröffentlichtes Buch „Die Jewsekzija in der Sowjetunion (1918–1930): Internationalismus für den Kommunismus“ befasst sich mit der Geschichte der jüdischen Sektion der KPdSU, die im angegebenen Zeitraum existierte. Ihre Aktivisten waren Jiddischisten und Antizionisten. Trotzdem betrachtet Altschuler die Jewsekzija als jüdische Nationalbewegung, deren Vertreter unter antizionistischer Anpassung den Fortbestand der jüdischen Existenz auf der Grundlage der jiddischen und säkularen jüdischen Kultur forderten.
Für sein 1990 veröffentlichtes Buch „Juden aus dem Ostkaukasus: Geschichte der Bergjuden seit Beginn des 19. Jahrhunderts“ wurde Altschuler 1991 mit dem Bialik-Preis ausgezeichnet.